# 여행자 수표

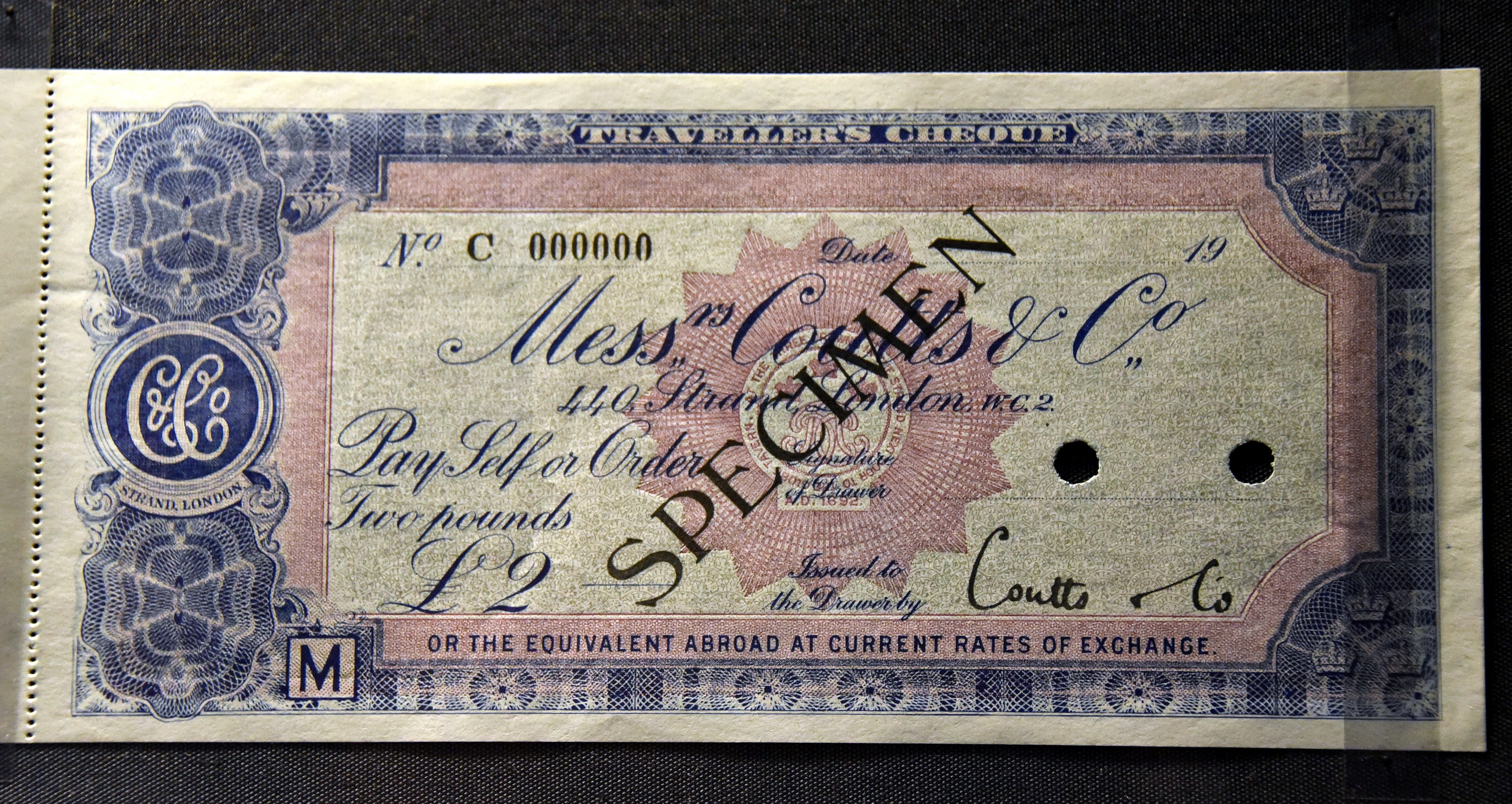
영국에서 1970년대 발행된 여행자 수표.

여행자 수표(旅行者手票)는 해외 여행자가 여행 중에 현금 대신 사용할 수 있는 수표로, 해외여행 시 현금의 분실, 도난, 현금 소지로 인한 범죄 연루의 위험을 방지하기 위해 널리 사용되었으나, 신용카드, 모바일 결제 등 전산시스템의 발전에다 국제 송금의 대중화 이후 세계적으로 이용 빈도가 줄어들었다.

## 개요
여행자 수표는 주로 해외 여행자의 여비 휴대의 편의를 도모하고 현금을 지참함으로써 생기는 위험을 방지하기 위하여 사용하는 수표로, 자기앞 수표하고 비슷한 방식이다. 
보통 은행이 발행하는 자행급(自行給)의 수표 형식을 취하며 현금하고 똑같이 취급되지만, 본인만 사용이 가능하다. 
수표면의 정해진 난(欄)에 미리 사인해 두고, 사용할 상대 앞에서 다시 사인 (카운터 사인)을 하여 정당한 소지인이라는 것을 증명하면 효력이 발생한다. 
발행 은행에 따라서 여행자신용장하고 비슷한 성질을 갖는다.
여행자수표는 별도의 환율이 적용되었지만 은행, 백화점, 호텔, 환전소 등 일부 매장에서만 사용이 가능한 데다, 비싼 환전 수수료 때문에 이용을 꺼리는 편이었다.
토마스 쿡, 비자, 마스터, 아메리칸 익스프레스에서 발행해 오던 여행자수표도 한때는 해외 여행자들의 꿀팁으로 사랑을 받았지만, 신용카드 및 모바일 결제의 공세 앞에서 결국 백기를 들고 말았다. 
아멕스를 제외한 타 회사들은 이미 여행자수표 사업을 접고 철수했으며, 대한민국에서도 아멕스가 여행자수표 발행을 독점해 왔다.
설상가상으로 2020년 초에 발발한 코로나19의 여파로 해외여행 수요가 급락하면서, 여행자수표는 대한민국에서 완전히 몰락하고 말았다. 
아멕스 측이 대한민국의 모든 금융기관에 여행자수표 취급 중단을 요청함에 따라 2020년 6월 30일을 마지막으로 여행자수표 취급을 더 이상 하지 않게 되면서, 여행자수표는 모두 구시대의 유물로 전락하고 말았다.

## 같이 보기
- 아메리칸 익스프레스
- 자기앞 수표
- 우편환